# CH Возничего
CH Возничего (лат. CH Aurigae) — двойная затменная переменная звезда типа Алголя (EA) в созвездии Возничего на расстоянии приблизительно 3324 световых лет (около 1019 парсеков) от Солнца. Видимая звёздная величина звезды — от +16,6m до +14,8m. Орбитальный период — около 5,01 суток.

## Характеристики
Первый компонент — оранжевая звезда спектрального класса K. Радиус — около 4,8 солнечных, светимость — около 5,897 солнечных. Эффективная температура — около 4106 К.